# Sandy Petersen
Carl Sanford Joslyn "Sandy" Petersen (16 de setembro de 1955), é um designer de jogos americano. Ele trabalhou na Chaosium, contribuindo para o desenvolvimento de RuneQuest e criando o aclamado e influente RPG de terror Chamado de Cthulhu. Mais tarde, ele ingressou na Id Software, onde trabalhou no desenvolvimento da franquia Doom e Quake. Como parte do Ensemble Studios, Petersen posteriormente contribuiu para a franquia Age of Empires.

## Biografia
Petersen nasceu em St. Louis, Missouri e desenvolveu um amor por dinossauros aos 3 anos. Ele estudou paleontologia na faculdade e mais tarde frequentou a Universidade da Califórnia, Berkeley, especializando-se em zoologia.

## Trabalho

### Caósio
Ele se tornou membro da equipe em tempo integral da Chaosium. Seu interesse por jogos de RPG e HP Lovecraft se fundiram quando ele se tornou o autor principal do jogo Call of Cthulhu da Chaosium, publicado em 1981, e de muitos cenários e peças de fundo depois disso.
Ele foi o autor de vários suplementos RuneQuest aclamados pela crítica para Avalon Hill e Games Workshop. Petersen atuou como co-designer do RPG Ghostbusters da West End Games.

### MicroProsa
Ele trabalhou algum tempo para a MicroProse, onde é creditado pelo trabalho em Sid Meier's Pirates! e Espada do Samurai. Entre 1989 e 1992 trabalhou nos videogames Darklands, Hyperspeed e Lightspeed. Ele fez algumas contribuições para Civilization.[carece de fontes?] Petersen foi demitido em 1992 e ficou desempregado por 5 meses. Ele considerou aquele período como um dos piores momentos de sua vida.

### Ensemble Studios
Ele deixou a id Software e foi para a Ensemble Studios em junho de 1997. Lá, ele trabalhou como designer de jogos em vários títulos de Age of Empires, incluindo Rise of Rome, Age of Kings e The Conquerors. Durante esse tempo, ele postou frequentemente nos fóruns HeavenGames sob o nome de usuário ES_Sandyman. Ele administrou uma série popular de tópicos, "Ask Sandyman", onde os membros do fórum podiam perguntar a ele sobre o que quisessem.

### Outros trabalhos
Petersen foi o produtor executivo do filme The Whisperer in Darkness de 2011, que foi indicado a prêmios no Festival Internacional de Cinema de Chicago e no Festival Internacional de Cinema de Varsóvia. Foi produzido pela HP Lovecraft Historical Society Motion Pictures no estilo de um filme de terror em preto e branco da década de 1930.[carece de fontes?]
Em abril de 2011 ele atuou como editor da revista de terror Arcane: Penny Dreadfuls for the 21st Century.
Petersen assumiu o cargo de professor no The Guildhall da SMU em 2009, após o fechamento da Ensemble Studios, onde ministrou vários cursos sobre design de jogos.
Petersen trabalhou na Barking Lizards Technologies como diretor criativo, depois de deixar o The Guildhall, e trabalhou em seu lançamento para iOS, Osiris Legends.[carece de fontes?]
Em meados de 2013, Petersen liderou uma campanha bem-sucedida no Kickstarter de sua empresa, Green Eye Games, para produzir o jogo de tabuleiro Cthulhu Wars. Mais de US $ 1.400.000 foram arrecadados, atingindo mais de 3.500% da meta inicial. Este sucesso permitiu a criação de mais figuras (60), expansões de mapas e opções adicionais de cenários. A Green Eye Games também produziu o malsucedido kickstarter Cthulhu World Combat (iOS, Android, Windows, PSN, Xbox Live).
Em junho de 2015, foi anunciado que Petersen e Greg Stafford retornaram à Chaosium Inc. Petersen se aposentou do conselho em 2019, mas continua fazendo trabalhos freelance ocasionais para a empresa.

## Vida pessoal
Petersen é um membro praticante da Igreja de Jesus Cristo dos Santos dos Últimos Dias, mas não vê conflito entre sua fé e seu design de jogos envolvendo elementos satânicos. Enquanto trabalhava em Doom, ele disse a John Romero: "Não tenho problemas com os demônios do jogo. Eles são apenas desenhos animados. E, de qualquer forma, são os bandidos."
Sandy é casado, tem cinco filhos e 15 netos.

## Créditos

### Jogos de vídeogames
| Ano  | Título                            | Desenvolvedora         | Notas               |
| ---- | --------------------------------- | ---------------------- | ------------------- |
| 1989 | Sid Meier's Pirates!              | MicroProse             | Atari ST version    |
| 1990 | Lightspeed                        | MicroProse             |                     |
| 1991 | Civilization (1991)               | MicroProse             |                     |
| 1991 | Hyperspeed                        | MicroProse             |                     |
| 1992 | Darklands                         | MicroProse             |                     |
| 1993 | Doom                              | id Software            |                     |
| 1994 | Doom II: Hell on Earth            | id Software            |                     |
| 1995 | The Ultimate Doom                 | id Software            |                     |
| 1996 | Quake                             | id Software            |                     |
| 1996 | Hexen: Beyond Heretic             | Raven Software         | Sega Saturn version |
| 1996 | Final Doom                        | TeamTNT                |                     |
| 1997 | Quake II                          | id Software            | Uncredited          |
| 1997 | Age of Empires                    | Ensemble Studios       |                     |
| 1998 | Age of Empires: The Rise of Rome  | Ensemble Studios       |                     |
| 1999 | Age of Empires II                 | Ensemble Studios       |                     |
| 2000 | Age of Empires II: The Conquerors | Ensemble Studios       |                     |
| 2005 | Age of Empires III                | Ensemble Studios       |                     |
| 2006 | Age of Empires III: The WarChiefs | Ensemble Studios       |                     |
| 2009 | Halo Wars                         | Ensemble Studios       |                     |
| 2011 | Osiris Legends                    | Barking Lizard Studios |                     |

### Jogos de RPG
- Call of Cthulhu (1981)
- Ghostbusters (1986)

### Jogos de tabuleiro
- Cthulhu Wars (2015)
- Theomachy (2016)
- Orcs Must Die! (2016)
- Castle Dicenstein (2017)
- Evil High Priest (2018)
- The Gods War (2018)
- Hyperspace (2019)
- Planet Apocalypse (2020)

### Filmes
- The Whisperer in Darkness (2011)